# Ван Оттеле, Сиб
Сиб ван Оттеле (нидерл. Syb van Ottele; родился 9 февраля 2002, Неймеген) — нидерландский футболист, защитник клуба «Фортуна».

## Клубная карьера
Сиб — уроженец Неймегена, города в восточной части Нидерландов, в провинции Гелдерланд. Воспитанник футбольного клуба НЕК из своего родного города, пришёл в него в десятилетнем возрасте. Зимой 2018 года подписал с ним свой первый контракт. Перед сезоном 2020/21 стал игроком основной команды. Дебютировал за НЕК 28 августа 2020 года в поединке Эрстедивизи против «Камбюра». Вышел на поле на замену на 86-й минуте. В первой половине сезона в общей сложности провёл 9 матчей, под конец став игроком стартового состава.
8 января 2021 года Сиб подписал контракт с клубом «Херенвен». 2 мая 2021 года ван Оттеле дебютировал в Эредивизи в поединке против ПСВ, выйдя на замену на 69-й минуте вместо Родни Конголо. Всего в дебютном сезоне провёл за «Херенвен» 3 игры.
13 июля 2024 года перешёл в «Фортуну» из Ситтарда. 11 августа дебютировал за клуб в гостевом матче Эредивизи против «Гоу Эхед Иглза», выйдя на замену вместо Йосипа Митровича на 85-й минуте.

## Карьера в сборной
Сиб выступал за юношеские сборные Нидерландов различных возрастов. Участник чемпионата Европы по футболу 2019 года среди юношей до 17 лет. На турнире принял участие в одной встрече — поединке группового этапа против сверстников из Франции. Вместе с командой стал победителем турнира.

## Достижения
Нидерланды (до 17)
- Чемпионат Европы (до 17 лет): 2019